# Zelendvor
Zelendvor falu Horvátországban, Varasd megyében. Közigazgatásilag Petrijanechez tartozik.

## Fekvése
Varasdtól 10 km-re nyugatra, községközpontjától Petrijanectől 2 km-re délnyugatra fekszik.

## Története
A mai település egykori erdőszéli majorból fejlődött ki. Az első házat és gazdasági épületet még Nádasdy Ferenc horvát bán építtette a 17. és 18. század fordulóján. Egy nagyobb földszintes udvarház is épült itt. Valamikor 1733 körül egy Szent Donát tiszteletére szentelt kápolna épült a településen, mely később a Draskovich, majd a Bombelles család tagjainak temetkező helyéül szolgált. A 18. században a Keglevich grófok Opekán építettek pompás kastélyt maguknak, ahol később a Nádasdyak, a Draskovichok és a Bombellesek is éltek, így a zelendvori udvarház jelentősége csökkent. Amikor a Draskovichok megvásárolták a birtokot az udvarház már rossz állapotban volt, így azt a birtokok vezetésével megbízott jószágigazgató lakásává rendezték be. Száz évvel ezelőtt Zelendvoron 5 ház állt, benne 50 lakossal.
1920-ig Varasd vármegye Varasdi járásához tartozott, majd a Szerb-Horvát Királyság része lett, mely 1929-ben felvette a Jugoszlávia nevet. 1955-ben szép vadászház épült itt és a Varasdi Erdészet faiskolát létesített a területén. 1991-óta a független Horvátország része.  2001-ben 129 lakosa volt.

## Nevezetességei
A Draskovich és Bombelles családok tagjainak mauzóleuma eredetileg Szent Donát kápolnaként 1733 körül épült. A zelendvori barokk kastély a második világháborúban leégett. A barokk épületkomplexumból csak a kápolna és egy földszintes melléképület, a földszintjén árkádos tornáccal maradtak fenn. A kápolna egyhajós, félköríves szentélyű épület, amelyet a 18. században építettek, és a 19. században a historizmus jegyében állítottak helyre.
A varasdi vár előtt álló Nepomuki Szent János-szobor eredetileg Zelendvorban állt, és csak 1932-ben került a jelenlegi helyére. A szobor egy magas és széles, lépcsőzetes kőtalapzaton helyezkedik el, amelyen négy nagy csigavonallal díszített, szögletes posztamens áll. A szent térdelő alakja lebegő pózban egy kis angyallal a felhőkön áll. A szent dinamizmussal és pátosszal teli ábrázolása, valamint a ruházat gondosan kivitelezett részletei különösen hozzájárulnak a barokk emlékmű pompájához. A posztamens elején adományozóinak, a Malatinsky és a Nádasdy családnak a címerei láthatók. Az emlékmű készítése 1767-re tehető.

## Külső hivatkozások
- Petrijanec község hivatalos oldala